# 斎藤順道
斎藤 順道（さいとう まさみち、1979年1月10日 - ）は、北海道出身の日本の柔道家。現役時代は73kg級の選手。身長は167cm。

## 経歴
90kg級で活躍していた斎藤制剛を兄に持ち、札幌市立北白石中学校、北海高校、国士舘大学と、大学まで同じ進路を歩んだ。
中学3年生時、全国中学校柔道大会の65kg級決勝で阿蘇市立一の宮中学校3年の内柴正人に敗れて準優勝。北海高校3年生時にはインターハイの軽中量級で優勝して、前年に中量級で優勝した兄に続いて兄弟での連覇を果たした。全日本ジュニアの71kg級では2位にとどまった。
1997年に国士舘大学へ進学。3年の時に優勝大会で初優勝すると、新設された体重別団体でも兄の制剛や同級生の内柴などとともに活躍して優勝を勝ち取り、団体2冠を達成した。また、正力杯の73kg級でも優勝を飾った。4年の時には、正力杯で2連覇を成し遂げた。
2001年に平成管財の所属となると、講道館杯で優勝を飾った。2002年からは体重別で2年連続3位に入った。引退後は父親同様、北海高校柔道部の監督に就任した。

## 主な戦績
- 1993年 -　全国中学校柔道大会 65kg級　2位
- 1996年 -　インターハイ　軽中量級　優勝
- 1996年 -　全日本ジュニア　71kg級 2位

73kg級での戦績
- 1999年 -　優勝大会　優勝
- 1999年　- 正力杯　優勝
- 1999年　- 体重別団体　優勝
- 2000年 -　優勝大会　3位
- 2000年　- 正力杯　優勝
- 2000年　- 講道館杯　3位
- 2001年　- オーストリア国際　3位
- 2001年　- 講道館杯　優勝
- 2002年　- 日本国際柔道大会　5位
- 2002年　- エストニア国際　3位
- 2002年　- 体重別　3位
- 2003年　- 体重別　3位

(出典、JudoInside.com)。